# Dedicated to You (Ray Charles)
Dedicated to You è un album in studio del musicista statunitense Ray Charles, pubblicato nel 1961. 

## Tracce
Side 1
1. Hardhearted Hannah (Yellen, Ager, Charles Bates, Bob Bigelow) – 3:14
2. Nancy (With the Laughing Face) (Silvers, Van Heusen) – 3:02
3. Margie (Conrad, Robinson, Davis) – 2:44
4. Ruby (Parish, Roemheld) – 3:51
5. Rosetta (Hines, Woode) – 2:29
6. Stella by Starlight (Washington, Young) – 3:47

Side 2
1. Cherry (Gilbert, Redman) – 3:37
2. Josephine (Bivens, Kahn, King) – 2:14
3. Candy (David, Kramer, Whitney) – 4:09
4. Marie (Berlin) – 2:21
5. Diane (Pollack, Rapee) – 3:51
6. Sweet Georgia Brown (Bernie, Casey, Pinkard) – 2:30